# 욜란다투코투코
욜란다투코투코(Ctenomys yolandae)는 투코투코과에 속하는 설치류의 일종이다. 아르헨티나 북동부 산타페주의 토착종이다. 파라나강과 산 하비에르 강 근처에서 서식한다. 핵형은 2n=50, FN=78이다. 학명과 일반명은 아르헨티나 생물학자 욜란다 데이비스(Yolanda Davis)의 이름에서 유래했다.